# Habo församling
Habo församling är en församling i Habo pastorat i Falköpings och Hökensås kontrakt i Skara stift. Församlingen ligger i Habo kommun i Jönköpings län.

## Administrativ historik
Församlingen har medeltida ursprung. 1780 införlivades Fiskebäcks församling och utbröts Gustav Adolfs församling.
Församlingen var till 1780 moderförsamling i pastoratet Habo och Fiskebäck för att därefter vara moderförsamling i pastoratet Habo och Gustav Adolf som från 1989 även omfattar Brandstorps församling.
Församlingen tillhörde 1884-1962 Redvägs kontrakt, 1962-1995 Vartofta kontrakt, 1995-2017 Hökensås kontrakt.

## Organister
| Period    | Namn                    | Levnadstid   | Övrigt   |
| --------- | ----------------------- | ------------ | -------- |
| 1674-     | Arfwe                   |              | Organist |
| 1687-1691 | Per Andersson Skarman   |              | Organist |
| 1699-1702 | Hans Nilsson Lindekrok  |              | Organist |
| 1706-1707 | Johan Wetterstrand      |              | Organist |
| 1707-1709 | Martin Seth             | 1659-1731    | Organist |
| 1719      | Hans Hiort              |              | Organist |
| 1736-1740 | Bengt Hellberg          |              | Organist |
| 1740-1785 | Lars Svensson Giölin    | 1723-ca 1799 | Organist |
| 1785-1793 | Per Uhrberg             | 1753-ca 1809 | Organist |
| 1793-1799 | Johan Magnus Bergdahl   | 1760-1835    | Organist |
| 1800-1807 | Karl Gustav Woltersson  | 1751-        | Organist |
| 1808-1813 | Gabriel Ekebom          | 1778-1813    | Organist |
| 1814-1825 | Karl Fredrik Söderquist | 1790-1826    | Organist |
| -1828     | Johan Syrén             | 1796-1843    | Organist |
| 1835-1890 | Sven Johansson          | 1813-1890    | Organist |

## Kyrkor
- Habo kyrka
- Sankt Johannes kyrka
- Fiskebäcks kapell